# کبودی
کبودی یا سیانوز (به انگلیسی: Cyanosis) یا رنج کَبود یکی از نشانه‌های بیماری است که رنگ پوست یا مخاط،آبی یا کبود می‌شود.
کبودی در اثر حضور هموگلوبین دی‌اکسیژنه در رگ‌های خونی زیر پوست رخ می‌دهد و زمانی رخ می‌دهد که مقدار هموگلوبولین احیا شده به ۵ mg در هر dl یا بیشتر برسد و در تعریفی دیگر اشباع اکسیژن در خون به کم‌تر از ۸۵ درصد افت کند(میزان طبیعی تقریبا ۹۵ درصد است). سیانوز می‌تواند مرکزی (ناشی از بیماری‌های تنفسی، قلبی یا مغزی و...) یا محیطی باشد. ادامه پیدا کردن سیانوز در درازمدت می‌تواند عامل نکروز باشد.